# Энергетиков (Минская область)
Энерге́тиков (бел. Энэргетыкаў; разг. Энерге́тик, бел. Энергетык) — посёлок в составе Дзержинского района Минской области Беларуси, административный центр Негорельского сельсовета. В посёлке расположена железнодорожный остановочный пункт Энергетик (линия Минск—Барановичи).

## География
Находится в 11 км к юго-западу от райцентра, города Дзержинск и в 40 км к западу от центра Минска. Стоит на правом берегу реки Перетуть (приток Усы). С севера к посёлку примыкают агрогородок Негорелое и деревня Рудня. Рядом с посёлком проходит автомагистраль М1, от неё в посёлке ответвляется Р68 (Энергетиков — Шацк — Марьина Горка). Ещё одна дорога ведёт из посёлка в направлении Фаниполя.

## История
Известен с XVI века под названием села Негорелое (затем имел название имения, фольварка Негорелое, центральной усадьбы Негорелое, совхоза «Негорелое»). Входил в состав Минского повета Великого княжества Литовского, с 1569 года в составе Речи Посполитой и Минского воеводства. В 1588 году, фольварк Негорелое, в составе Станьковской волости. Затем принадлежал Радзивиллам и входил в состав Койдановского графства. Согласно инвентарю местечка Койданово 1621 года в Негорелом насчитывался 41 двор. 
После второго раздела Речи Посполитой в 1793 году деревня в составе Койдановской волости Минского уезда Минской губернии Российской империи. В 1794 году доход от фольваркового хозяйства составил 3 371 злотых (выращивались полевые культуры, сенокос). За участие в польском восстании 1831 года магнатов Радзивиллов царское правительство конфисковало все их владения и передало их в государственную собственность. В 1872 году имение приобрёл Юзеф Абломович, в 1879 году его приобрёл известный нумизмат и коллекционер граф Эмерик фон Гуттен-Чапский и присоединил его к своим владениям — Станьковскому ключу. В конце XIX века здесь, на реке Перетуть, работали две водяные мельницы и открыта сыродельная фабрика. В 1871 году в 2-х километрах от фольварка была открыта станция Негорелое. После этого события станция переняла на себя все функции имения и соответственно его историю. 
Советская власть в селе была установлена в середине ноября 1917 года, а в феврале—июле 1918 года Негорелое было оккупировано кайзеровскими войсками, в июле 1919—июле 1920 года село заняли польские войска. В 1921—1939 годах — пограничная зона. С 20 августа 1924 года — в составе Негорельского сельсовета (в 1932—36-х годах — национального польского) Койдановского (затем Дзержинского) района Минского округа. В 1937—1939 годах — в Минском районе, с 1938 года в составе Минской области. В 20-е—30-е годы посёлок известен как центральная усадьба свиноводческого совхоза «Негорелое» (до 1937 года). В 1937 году в совхозе была создана машинно-тракторная станция, которая обслуживала в своё время многие колхозы Негорельского сельсовета Дзержинского района, в 1958 году МТС была реорганизована. 
С 28 июля 1941 года по 6 июля 1944 года посёлок был оккупирован немецко-фашистскими захватчиками. 25-28 июня 1941 года в составе Минского укреплённого района (УР). После войны, в 1958 году здесь расположилась производственно-ремонтная база треста «Западэлектросетьстрой», после чего образовался рабочий посёлок. В 1969 году рабочий посёлок получил название Энергетиков. В 2000 году была открыта для прихожан православная Свято-Николаевская церковь, в 2001 году сдана в эксплуатацию автобусная остановка и открыт автобусный маршрут «Узда—п. Энергетиков».

## Население
| Численность населения (по годам) | Численность населения (по годам) | Численность населения (по годам) | Численность населения (по годам) | Численность населения (по годам) | Численность населения (по годам) | Численность населения (по годам) | Численность населения (по годам) |
| 1999                             | 2001                             | 2004                             | 2010                             | 2017                             | 2018                             | 2020                             | 2022                             |
| -------------------------------- | -------------------------------- | -------------------------------- | -------------------------------- | -------------------------------- | -------------------------------- | -------------------------------- | -------------------------------- |
| 2203                             | ↗2300                            | ↗2445                            | ↗2453                            | ↗2816                            | ↘2797                            | ↘2796                            | ↘2732                            |

## Инфраструктура
- ГУО «Негорельская средняя школа № 1» (открыта в 1969 году);
- ГУО «Дошкольный центр развития ребёнка посёлка Энергетиков» (открыт в 1982 году);
- Дом культуры посёлка Энергетиков;
- УЗ Участковая больница посёлка Энергетиков;
- Отделения «Белпочты» и «Беларусбанка»;
- Комплексно-приёмный пункт и парикмахерская;
- 6 продовольственных и 12 промтоварных магазинов[9].

## Застройка и улицы
Застройку посёлка формируют 5-этажные здания («хрущёвки») и сельские жилые дома. В центре посёлка, около пассажирской платформы, здания — пример «кирпичной» архитектуры, которые были построены 1893—1899 годах из красного кирпича для рабочих имения.

### Улицы
Всего в посёлке насчитывается 15 улиц:
- Маяковского улица (бел. Маякоўскага вуліца);
- Дзержинского улица (бел. Дзяржынскага вуліца);
- Олега Кошевого улица (бел. Алега Кашавога вуліца);
- Интернациональная улица (бел. Інтэрнацыянальная вуліца);
- Независимости улица (бел. Незалежнасці вуліца);
- Мирная улица (бел. Мірная вуліца);
- Строителей улица (бел. Будаўнікоў вуліца);
- Марата Казея улица (бел. Марата Казея вуліца);
- Суворова улица (бел. Суворава вуліца);
- Энгельса улица (бел. Энгельса вуліца);
- Железнодорожная улица (бел. Чыгуначная вуліца);
- Дружная улица (бел. Дружная вуліца);
- Заводская улица (бел. Завадская вуліца);
- Новая улица (бел. Новая вуліца);
- Южная улица (бел. Паўднёвая вуліца)

## Достопримечательности
- Усадьба Абламовичей, XIX век. Усадебный дом не сохранился, сохранились конюшня и два корпуса для рабочих[10].
- Православный храм св. Николая (конец XX века)